# Plainwell
Plainwell é uma cidade localizada no estado americano de Michigan, no Condado de Allegan.

## Demografia
Segundo o censo americano de 2000, a sua população era de 3933 habitantes.
Em 2006, foi estimada uma população de 3957, um aumento de 24 (0.6%).

## Geografia
De acordo com o United States Census Bureau tem uma área de
5,6 km², dos quais 5,4 km² cobertos por terra e 0,2 km² cobertos por água.

## Localidades na vizinhança
O diagrama seguinte representa as localidades num raio de 20 km ao redor de Plainwell.